# 共有位点
共有位点（英語：Consensus site）是一个细胞生物学术语，指的是蛋白质上总是被某一种特定的方式修饰的位点，修饰方式如 N- 或 O-糖基化、磷酸化等等。共有位点的多寡可以用来评估序列的同源性。与之相关的概念还有共有序列（英語：Consensus sequence）。